# Léonard Defrance
Léonard Defrance (Luik, 5 november 1735 - aldaar, 22 februari 1805) was een Luikse schilder. Samen met Edmond Plumier, Jean-Baptiste Coclers, Paul-Joseph Delcloche, Nicolas de Fassin en Pierre-Michel de Lovinfosse behoort hij tot de belangrijkste 18e-eeuwse schilders in het prinsbisdom Luik.

## Levensbeschrijving
Léonard Defrance kwam uit een groot gezin met elf kinderen. Nadat hij door zijn ouders aanvankelijk in de leer bij een goudsmid was gedaan, mocht hij door zijn uitzonderlijke tekentalent bij de schilder Jean-Baptiste Coclers in de leer gaan, waar hij van zijn tiende tot zijn zestiende levensjaar bleef. In 1753 reisde hij naar Rome, waar hij enkele jaren verbleef en er onder andere bevriend was met de Luikse geoloog Robert de Limbourg, die als één der eersten de bodemschatten van het Prinsbisdom Luik had bestudeerd. In 1759 verliet Defrance Rome en via Napels, Florence kwam hij in Montpellier aan, waar hij enkele jaren als portretschilder werkzaam was. Via Toulouse en Parijs keerde hij in 1764 terug naar het prinsbisdom Luik.
Met Nicolas de Fassin was hij in 1775 medeoprichter van de Académie des beaux-arts, waar hij vanaf 1778 tekenlessen verzorgde. Defrance was zeer geïnteresseerd in de politieke ontwikkelingen in het Luikse prinsbisdom en raakte door zijn vriendschap met J.-N. Bassenge en P.-J. Henkart betrokken bij de Luikse Revolutie van 1789. Na het mislukken van de revolutie in 1791 vluchtte Defrance met vele andere Luikenaren naar Parijs. In juli 1794 veroverden Franse troepen Luik, waarna Defrance terugkeerde naar zijn vaderstad. Luikse revolutionairen, waaronder Léonard Defrance, besloten daarop de Sint-Lambertuskathedraal, symbool van het oude prinsbisdom en de gehate geestelijkheid, af te breken. Hij was voorzitter van de commissie die op zijn voorstel werd opgericht "voor de volledige vernietiging van het bouwwerk", dat in zijn ogen niet meer was dan "een monument van hoogmoed en eigenbelang" en "een vesting [...] om de Rede aan de ketting te leggen". In 1798 werd Defrance door de Franse machthebbers aangesteld als directeur van de École Centrale, de opvolgster van de Académie.
Léonard Defrance woonde in Luik in het Quartier Pierreuse, waar hij in 1805 overleed. Hij werd begraven te Hoei, eerst in de tuin van zijn vriend Pierre-Joseph Henkart, maar omstreeks 1865 op de stedelijke begraafplaats.

## Werken
Léonard Defrance is een van de eerste schilders die in zijn werk de industrialisatie in Luik en Wallonië uitbeeldde. Verder schilderde hij historische taferelen, landschappen, architectuurstudies en stillevens met wild, fruit of bloemen. Veel van zijn werk bevindt zich in het Museum voor Schone Kunsten in Luik.
- Afscheid van soldaat, 1771 (Gemeentelijke Musea, Verviers)
- Aan de aegis van Minerve; de tolerante politiek van Joseph II ten gunste van de Encyclopédisten, ca. 1781 (Museum voor Schone Kunsten, Dijon)
- Opheffing van de kloosterorden in Frankrijk in 1789 (privéverzameling)
- Interieur van een ijzergieterij, 1789 (privéverzameling)
- Zelfportret met hoed en schildersezel, 1791 (Grand Curtius)
- Zelfportret (Museum voor Schone Kunsten, Luik)
- Portret van kanunnik Jean-Noël Hamal (Museum voor Schone Kunsten, Luik)
- Straatscène (Museum voor Schone Kunsten, Luik)
- Bezoek aan de tabaksmanufactuur (Museum voor Schone Kunsten, Luik)
- Koffiedrinkende dames (Musée d'Ansembourg, Luik)
- Gevangenisinterieur tijdens de revolutie of Herbergscène (Bonnefantenmuseum, Maastricht)
- De koorddansers (Metropolitan Museum of Art, New York)
- Smederij-interieur (Metropolitan Museum of Art, New York)
- Vechtende mannen (Hermitage, Sint-Petersburg)
- Vechtende vrouwen (Hermitage, Sint-Petersburg)
- Afschaffing van de horigheid in het gebied van de Franse koningen (privéverzameling)
- Spijkerfabriek (privéverzameling)
- Interieur van cabaret met orkest in Parijs (privéverzameling)
- Bezoek aan drukkerij (privéverzameling)
- Bezoek aan de stad (privéverzameling)
- De charlatan (privéverzameling)
- De tippelaarster (privéverzameling)

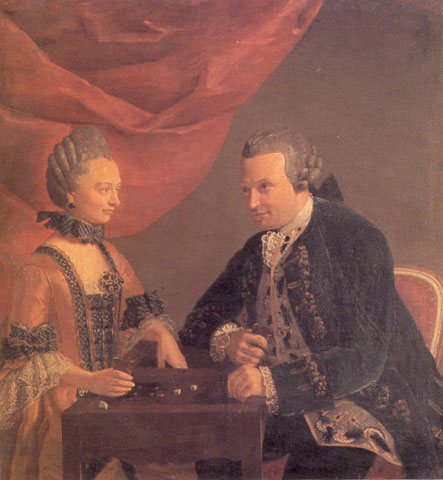
Triktrak-spelers
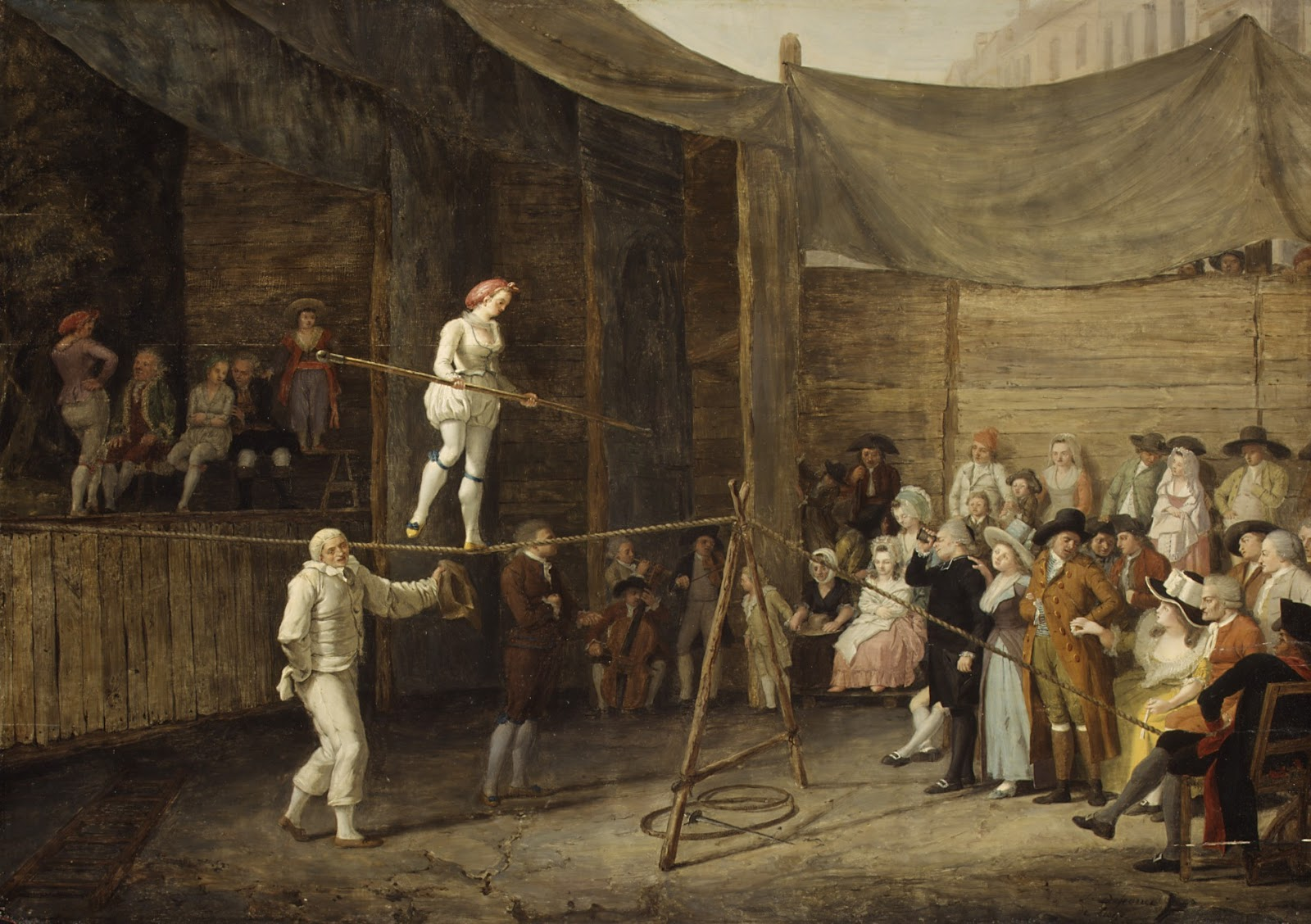
De koorddans
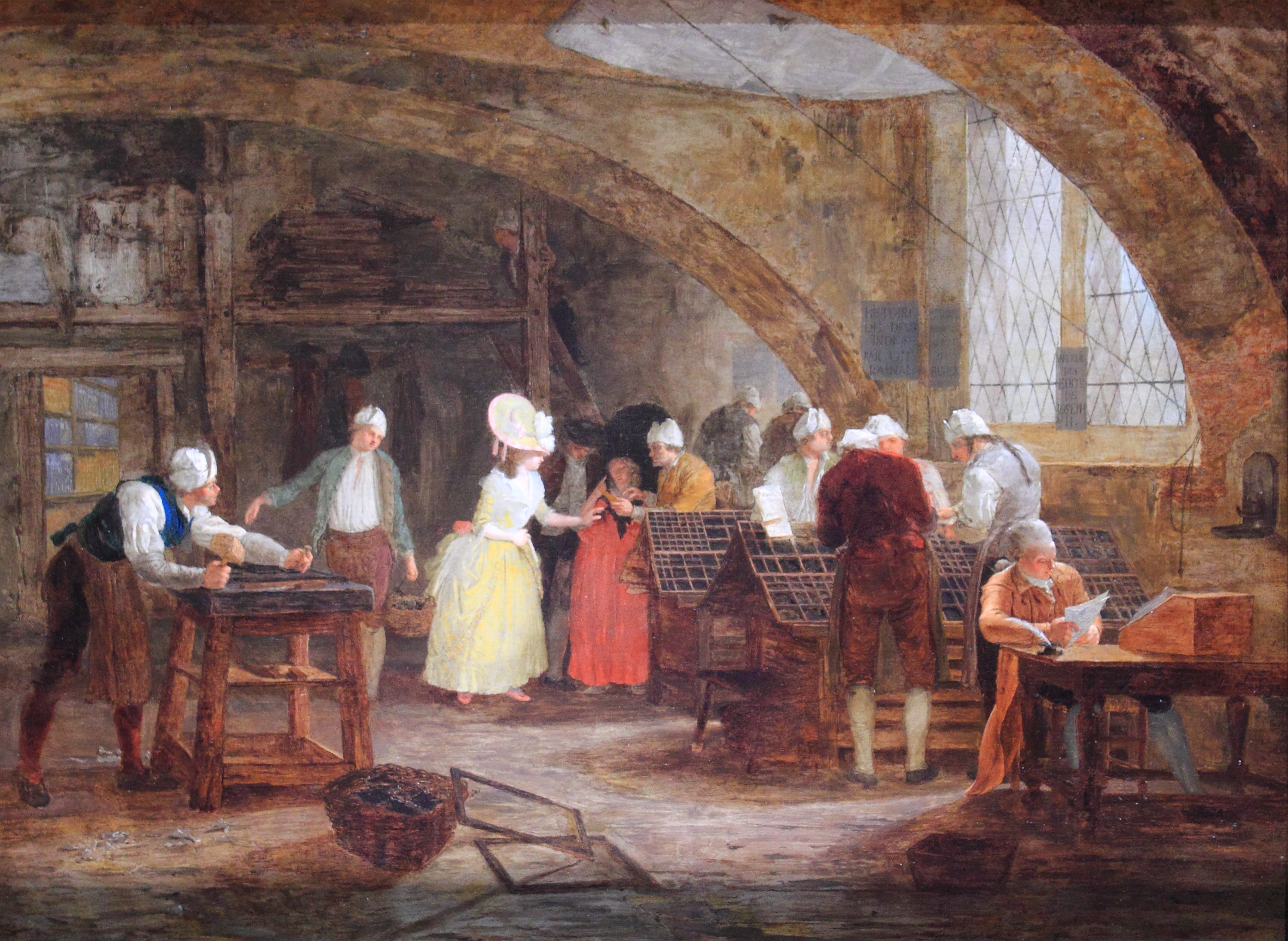
Bezoek aan een drukkerij
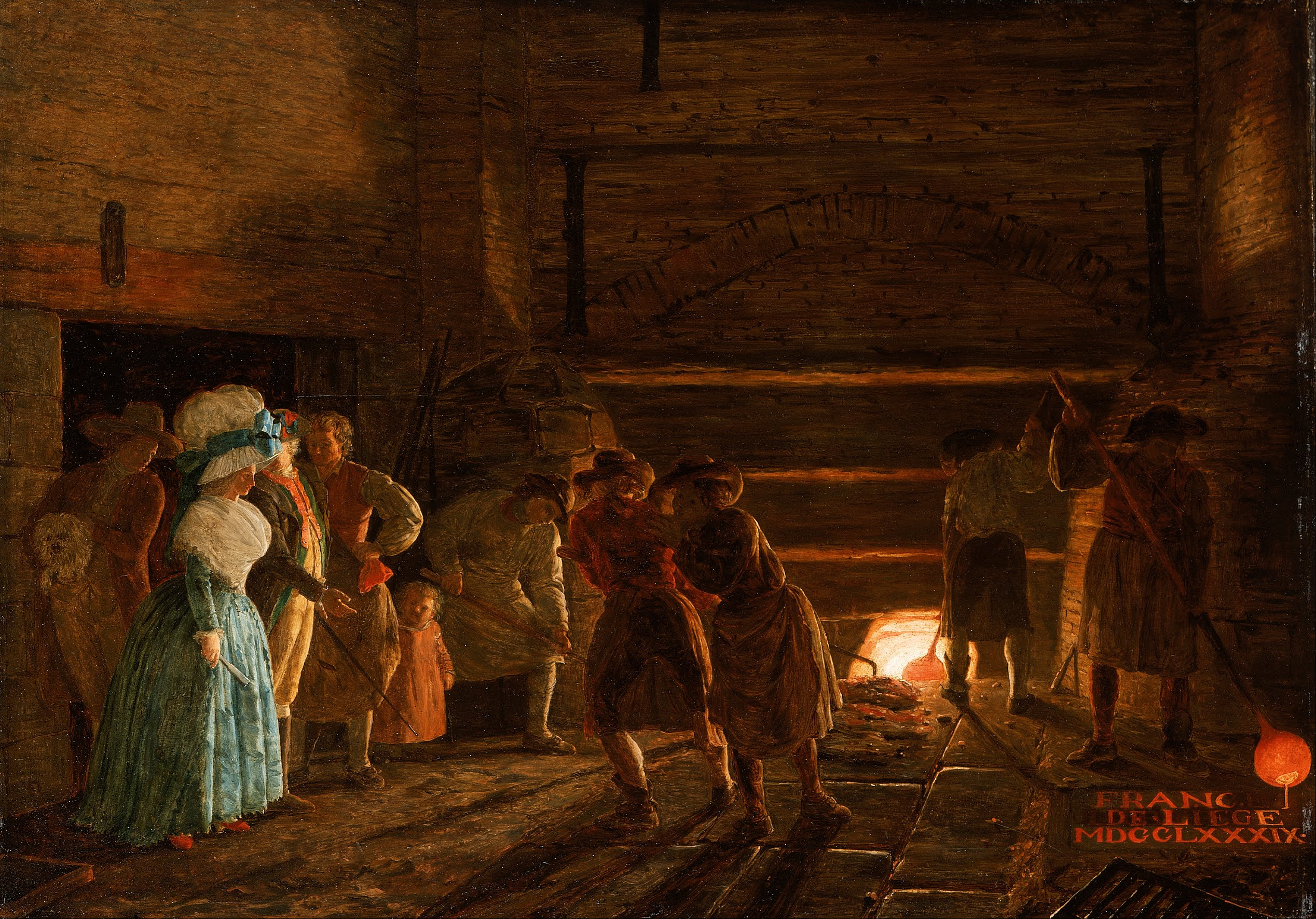
Interieur ijzergieterij, 1789

- Bibliothèque nationale de France: cb11935415t (data)
- Biografisch Portaal: 52973415
- Stuttgart Database of Scientific Illustrators 1450–1950: 10939
- Gemeinsame Normdatei: 119045184
- International Standard Name Identifier: 0000 0000 6640 8093
- Library of Congress Control Number: n85252657
- Nederlandse Thesaurus van Auteursnamen: 071794719
- RKD-Nederlands Instituut voor Kunstgeschiedenis: 21397
- Système universitaire de documentation: 027277143
- Union List of Artist Names: 500022049
- Virtual International Authority File: 4938515
- WorldCat: E39PBJrKWhdHrbXGwXgk3yH3cP